# Filiazione cordimariana
La Filiazione cordimariana (in spagnolo Filiación Cordimariana) è un istituto secolare femminile di diritto pontificio.

## Storia

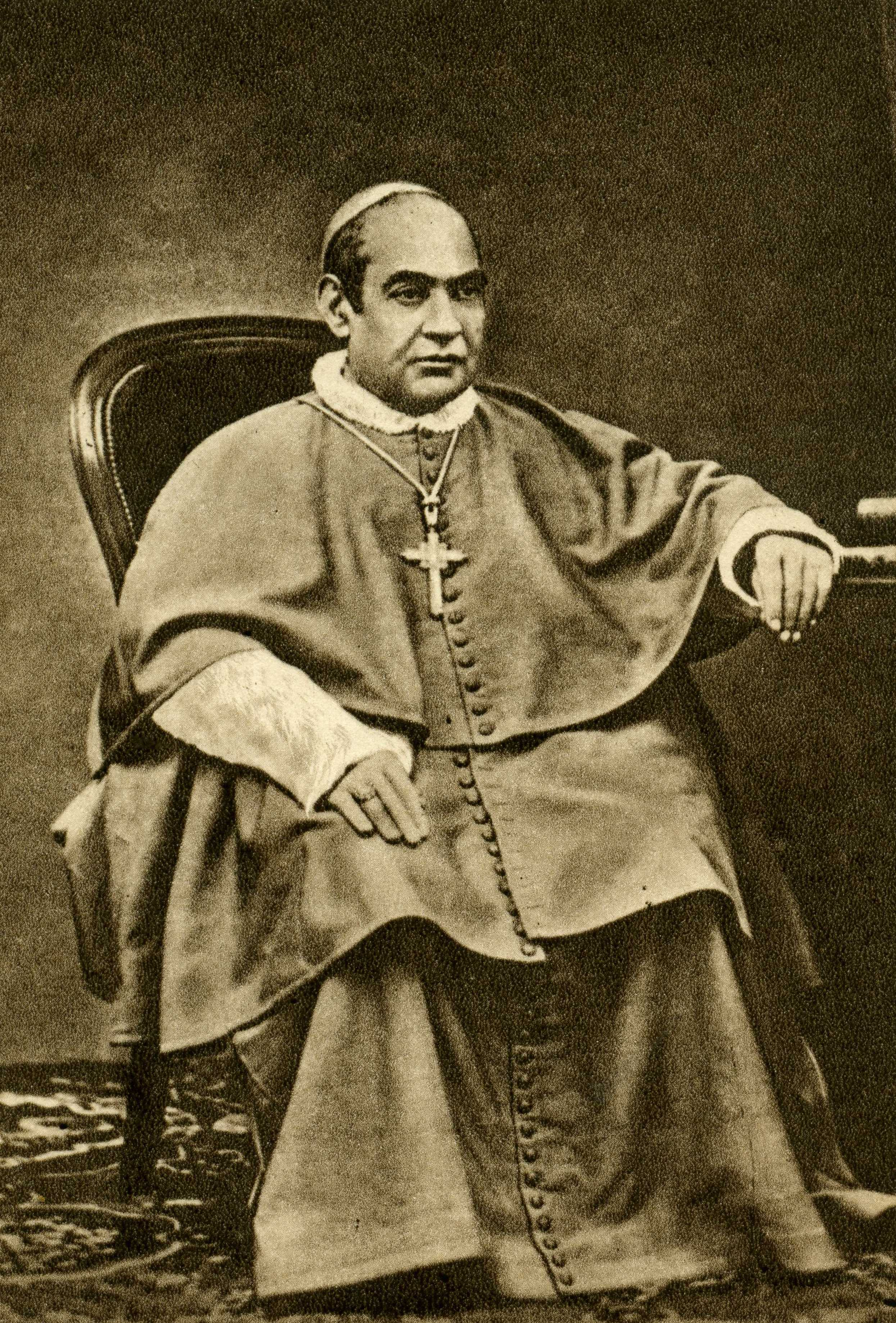
Antonio María Claret y Clará, ispiratore dell'istituto

Le origini ideali dell'istituto vengono fatte risalire ad Antonio María Claret y Clará, che già nel 1850 pubblicò un opuscolo (Las Religiosas en sus casas o Hijas del Santisimo e Inmaculado Corazón de Maria) destinato alle donne che desideravano abbracciare la vita religiosa ma non potevano entrare in convento a causa delle leggi civili.
Nel 1942 a Plasencia iniziarono a riunirsi i primi gruppi di giovani donne sotto la direzione dei claretiani e, dopo la pubblicazione della costituzione Provida Mater Ecclesia nel 1947, i vari gruppi vennero unificati sotto la direzione del superiore generale dei claretiani.
Con il decreto Laetanti animo dell'8 dicembre 1959, la Congregazione per i Religiosi riconobbe e approvò l'associazione come "opera propria" della congregazione dei Figli del Cuore Immacolato di Maria, retta sul tipo degli istituti secolari sotto la direzione e l'assistenza del superiore generale dei claretiani.
Nel 1967 la maggioranza delle partecipanti all'assemblea generale della Filiazione cordimariana decise di svincolarsi giuridicamente dalla congregazione dei claretiani per trasformarsi in vero istituto secolare. Il cardinale Arturo Tabera Araoz, arcivescovo di Pamplona, eresse canonicamente l'istituto il 19 marzo 1971.
Il riconoscimento pontificio giunse il 21 novembre 1973.

## Diffusione
Sono presenti in Argentina, Brasile, Colombia, Italia, Panama, Perù, Portogallo, Repubblica Dominicana, Spagna, Stati Uniti d'America, Uruguay.
La sede principale è in calle Gaztambide a Madrid.
Nel 1973 l'istituto contava 260 membri.